# Офрі Арад
Офрі Арад (івр. עופרי ארד, нар. 11 вересня 1998, Га-Готрім) — ізраїльський футболіст, захисник казахстанського клубу «Кайрат» та національної збірної Ізраїлю.
Виступав також за клуб «Маккабі» (Хайфа).
Дворазовий чемпіон Ізраїлю. Чемпіон Казахстану.

## Клубна кар'єра
Народився 11 вересня 1998 року в місті Га-Готрім. Вихованець футбольної школи клубу «Маккабі» (Хайфа).
У дорослому футболі дебютував 2017 року виступами за команду «Хапоель» (Рамат-Ган), у якій провів один сезон, взявши участь у 34 матчах чемпіонату. 
Своєю грою за цю команду привернув увагу представників тренерського штабу клубу «Маккабі» (Хайфа), до складу якого приєднався 2018 року. Відіграв за хайфську команду наступні п'ять сезонів своєї ігрової кар'єри. Більшість часу, проведеного у складі хайфського «Маккабі», був основним гравцем захисту команди.
До складу клубу «Кайрат» приєднався 2023 року. Станом на 24 лютого 2025 року відіграв за команду з Алмати 46 матчів у національному чемпіонаті.

## Виступи за збірні
2017 року дебютував у складі юнацької збірної Ізраїлю (U-19), загалом на юнацькому рівні взяв участь у 3 іграх, відзначившись одним забитим голом.
Протягом 2018–2019 років залучався до складу молодіжної збірної Ізраїлю. На молодіжному рівні зіграв у 5 офіційних матчах, забив 1 гол.
2020 року дебютував в офіційних матчах у складі національної збірної Ізраїлю.

## Титули і досягнення
- Чемпіон Ізраїлю (2):

«Маккабі» (Хайфа): 2020-2021, 2021-2022
- Чемпіон Казахстану (1):

«Кайрат»: 2024